# Igor Alekszandrovics Nyetto
Igor Alekszandrovics Nyetto (oroszul: Игорь Александрович Нетто; Moszkva, 1930. január 9. – Moszkva, 1999. március 30.) szovjet (orosz) labdarúgó-középpályás, edző.
A szovjet válogatott tagjaként részt vett az  1958-as és az 1962-es labdarúgó-világbajnokságon, az 1952. évi és az 1956. évi nyári olimpiai játékokon, illetve az 1960-as labdarúgó-Európa-bajnokságon, utóbbi két tornán aranyérmet szerzett.

## Pályafutása

### Klubcsapatban
Kezdetben a moszkvai Юные Пионеры (Fiatal Úttörők) junior csapatában játszott, majd 1949-ben a szovjet topliga egyik legjobb klubjához, a Szpartak Moszkvához került. Pályafutása során végéig ebben a csapatban játszott. Nem sokkal azután, hogy a Szpartakhoz igazolt, rögtön az egyik kulcsjátékosa lett. Az együttessel 5 szovjet bajnoki címet szerzett (1952, 1953, 1956, 1958, 1962) és 3-szor kupagyőztes lett (1950, 1958, 1963). 1966-ig 368 mérkőzést játszott a moszkvai csapat színeiben, és 36 gólt szerzett.

### A válogatottban
Tehetséges fiatal játékosként az 1950-es évek közepén az akkor nemzetközi szereplését kezdő szovjet válogatott vezető játékosa lett. 1952-ben részt vett a helsinki olimpián. Négy évvel később csapatkapitányaként aranyérmet nyert a melbourne-i olimpián. 1960-ban pedig a szovjet csapatot vezetve megnyerték az együttes történetének első Európa-bajnokságát. 1958-ban és 1962-ben is részt vett a világbajnokságon. 1965. május 16-án az osztrák válogatott elleni mérkőzésen búcsúzott a szovjet csapattól. 1952 és 1965 között összesen 54 válogatott mérkőzést játszott, és 4 gólt szerzett.
Széles körben a szovjet futball történetének egyik legnagyobb játékosaként tartják számon.

### Edzőként
Sok éven át edzőként dolgozott, de az edzéseken elért eredményei sohasem voltak hasonlóak a játékosként elért sikereihez. Dolgozott Cipruson és Görögországban, egy ideig (1970–71) az iráni válogatottat irányította. Leghosszabb ideig a Szpartak Moszkvával volt kapcsolatban, ahol a futballakadémián képezte a fiatal játékosokat.

## Sikerei, díjai
- Aranyérem az 1956-os nyári olimpián
- Aranyérem az 1960-as Európa-bajnokságon
- Szovjet bajnok: 1952, 1953, 1956, 1958, 1962
- Szovjet kupagyőztes: 1950, 1958, 1963

## Fordítás
- Ez a szócikk részben vagy egészben  az   Igor Netto című lengyel Wikipédia-szócikk ezen változatának fordításán alapul.  Az eredeti cikk szerkesztőit annak laptörténete sorolja fel. Ez a jelzés csupán a megfogalmazás eredetét és a szerzői jogokat jelzi, nem szolgál a cikkben szereplő információk forrásmegjelöléseként.